# باکتری ربوده‌شده
باکتری ربوده‌شده (به انگلیسی: The Stolen Bacillus) نام یک کتاب ادبی است که توسط هربرت جورج ولز، نویسندهٔ اهل انگلستان در سال ۱۸۹۴ نوشته شده‌است. این کتاب یکی از آثار مشهور ادبی جهان است.